# Zé Povinho

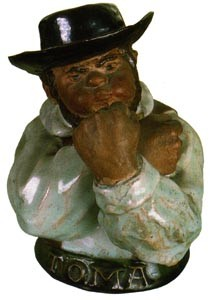
Figura em cerâmica retratando o Zé Povinho, por Rafael Bordalo Pinheiro.

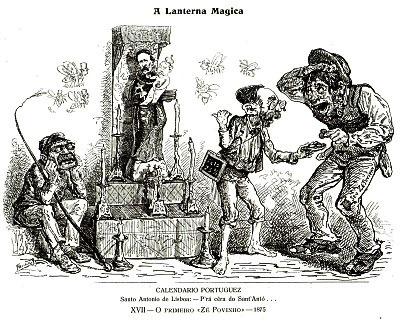
Primeira caricatura do "Zé Povinho" em "A Lanterna Mágica" (1875).

Zé Povinho é uma personagem satírica de crítica social, criada por Rafael Bordalo Pinheiro e adoptada como personificação nacional portuguesa.

## História
Surgiu pela primeira vez na 5.ª edição do periódico "A Lanterna Mágica", a 12 de Junho de 1875, na caricatura intitulada "Calendário 'Portuguez'", alusiva aos impostos, onde se representa o então Ministro da Fazenda, Serpa Pimentel, a sacar ao Zé Povinho uma esmola de três tostões para Santo António de Lisboa (representado por Fontes Pereira de Melo) com o "menino" (D. Luís I) ao colo, tendo ao lado o comandante da Guarda Municipal, de chicote na mão, presente para prevenir uma eventual resistência.
Nas edições seguintes do periódico, a caricatura do Zé Povinho continuou a surgir com o personagem de boca aberta e a não intervir, resignado perante a corrupção e a injustiça, ajoelhado pela carga dos impostos e ignorante das grandes questões do país.
Tomou forma tridimensional, popularizando-se com a cerâmica da Fábrica de Faianças das Caldas da Rainha, a partir do último quartel do século XIX.
Figura marcante da caricatura de Bordalo Pinheiro, tornou-se uma figura identificativa do povo português, criticando de uma forma humorística os principais problemas sociais, políticos e económicos do país ao longo da sua história, caricaturando o povo português na sua característica de eterna revolta perante o abandono e esquecimento da classe política, embora pouco ou nada fazendo para alterar a situação.
Personagem citado por E. F. Piloni em mensagens endereçadas a J.M.D.Marçal Jr., ao compara-lo a um figurão dramático que, ora vale algo, ora perde-se o valor. Carinhosamente cunhado pela autora da anedota, deixando um certo ar de confusão ao dizer que trata-se de um homem comum, simples, do povo; zé. Expressão popular essa que significa gente simples, indivíduo do povo. É usada para identificar pessoa desqualificada socialmente. Zé, é uma forma popular de exprimir o homem do povo.[carece de fontes?]
No MIAA (Museu Ibérico de Arqueologia e Arte de Abrantes), há uma indicação que na criação de Ze Povinho Rafael Bordalo Pinheiro se inspirou em José da Fonseca Peres, um abrantino que veio a falecer com 73 anos.

## Características
O próprio Bordalo Pinheiro definiu o personagem: "O Zé Povinho olha para um lado e para o outro e… fica como sempre… na mesma".
Entretanto, apesar de relativamente simples, é uma figura cheia de contradições:
"Mas se ele é paciente, crédulo, submisso, humilde, manso, apático, indiferente, abúlico, céptico, desconfiado, descrente e solitário, também não deixa por isso de nos aparecer, em constante contradição consigo mesmo, simultaneamente capaz de se mostrar incrédulo, revoltado, resmungão, insolente, furioso, sensível, compassivo, arisco, activo, solidário, convivente…".
O personagem tem como característica principal o gesto do manguito (o "Toma!"), representando a sua faceta de revolta e insolência.

## Galeria

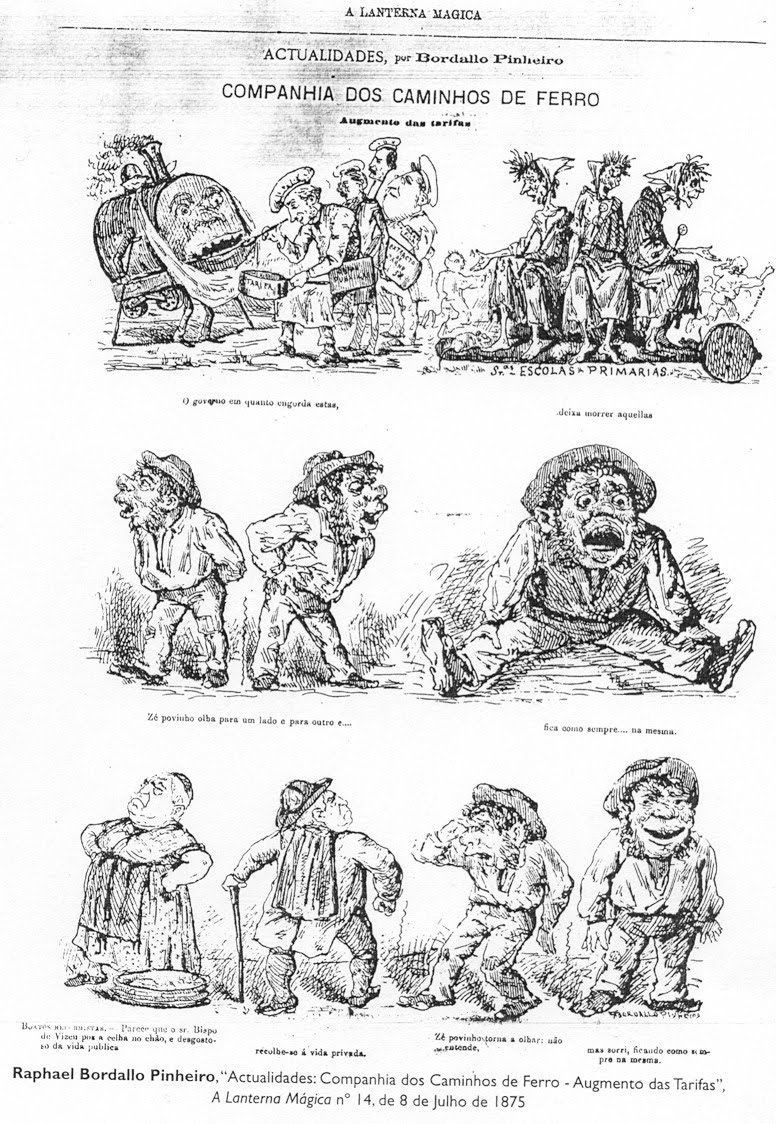
Primeira aparição de Zé Povinho na revista Lanterna Mágica, 12 de Junho de 1875
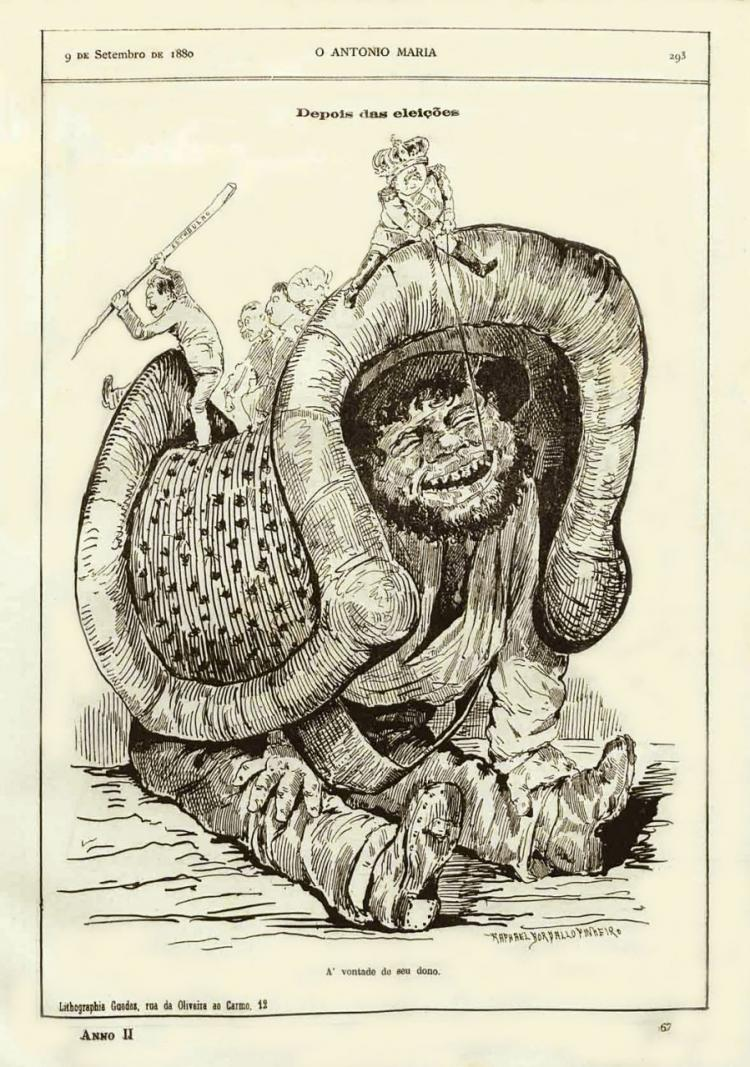
Zé Povinho na revista O António Maria, 1880
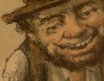
Zé Povinho desenhado a cores
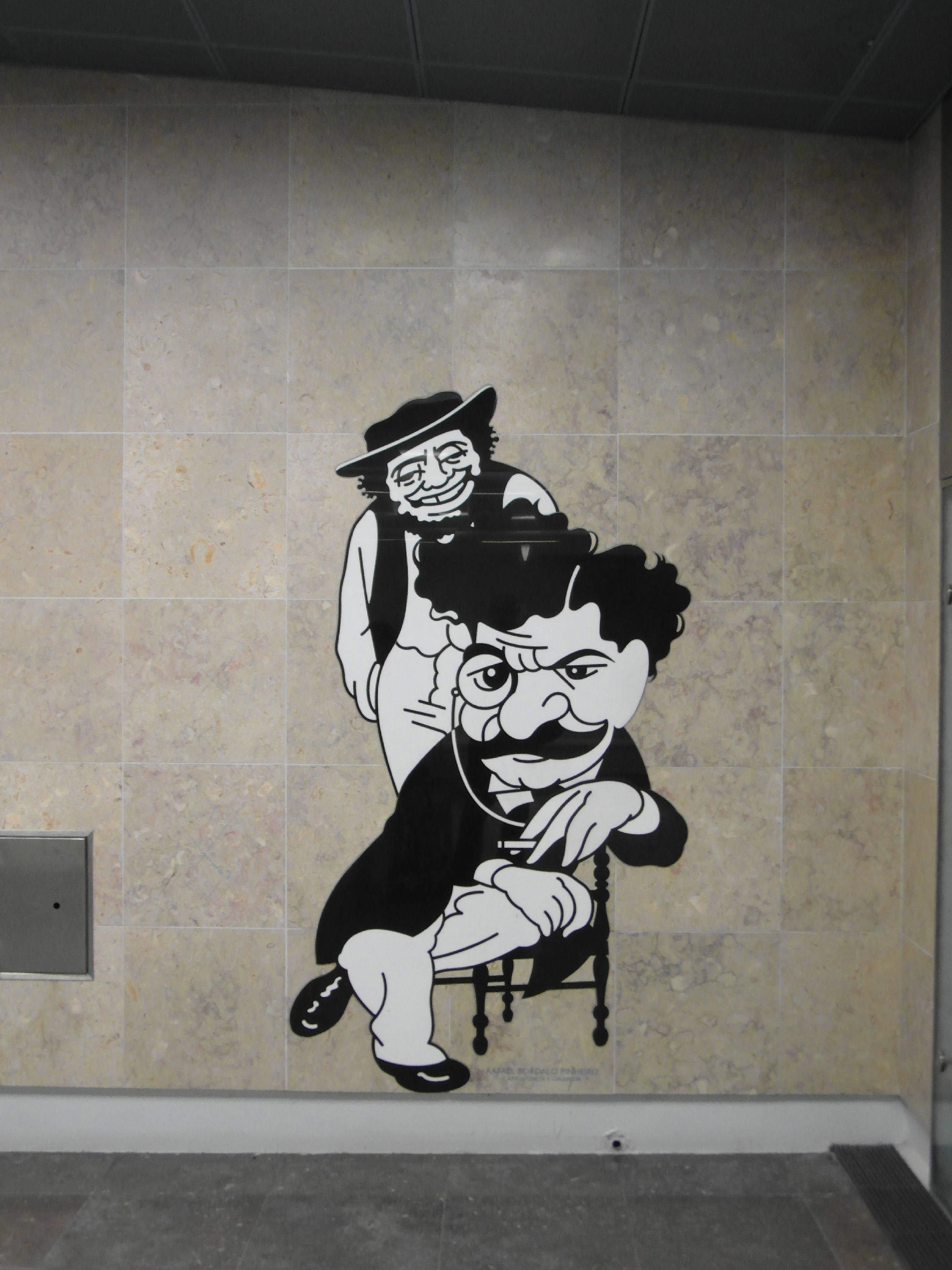
Caricatura de Zé Povinho e Rafael Bordalo Pinheiro na Estação Aeroporto do Metropolitano de Lisboa, 2012